# مکانیک همیلتونی
مکانیک همیلتونی فرمول‌بندی دوباره و نمایش جدیدی از مکانیک کلاسیک است. در سال ۱۸۳۳ (م)، مکانیک همیلتونی توسط ویلیام همیلتون و در پی پیدایش مکانیک لاگرانژی به‌وجود آمد که خودِ آن فرمول‌بندی مجدّد ولی قدیمی‌تری از مکانیک قدیم است. انگیزه‌ها و عِلل علمی این‌گونه نمایش‌های پیاپی دانش فیزیک و مکانیک در قرون ۱۸ و ۱۹ میلادی را باید در تاریخ و فلسفهٔ علوم و به‌ویژه در چگونگیِ آماده‌شدن زمینه‌ها برای تولّد مکانیک کوانتومی در اواخر سدهٔ نوزدهم جستجو نمود.
این صورت تازه‌تر از مکانیک کلاسیک امکان آن را  می‌دهد که (همانند حالت مکانیک لاگرانژی) بتوانیم معادله حرکت ذرّات را بدون اعتناء به نیروهای وارده بر آن‌ها و هندسهٔ پیچیدهٔ سیستم حاکم بر بعضی از آن‌ها به‌دست آوریم. (با مکانیک نیوتونی مقایسه شود)
برای رسیدن به این فرمول‌بندی، از طریقِ مکانیک لاگرانژی از تعریف «تکانه همیوغ» یا تکانهٔ تعمیم یافته‌استفاده می‌شود که به صورت زیر است:
{\displaystyle p_{j}={\partial L \over \partial {\dot {q}}_{j}}}
در این‌جا، {\displaystyle L} تابع لاگرانژی نام دارد و {\displaystyle {\dot {q}}_{j}} «سرعت تعمیم یافته» است. به همین خاطر و به این ترتیب ما می‌توانیم «تابع همیلتونی» ({\displaystyle H\left(q_{i}p_{i},t\right)}) را توسط یک تبدیل لژاندر به وجود بیاوریم.
{\displaystyle H\left(\left\{q_{i}\right\},\left\{p_{i}\right\},t\right)=\sum _{i}p_{i}{\dot {q}}_{i}-L\left(q_{i},{\dot {q}}_{i},t\right)}
از این‌رو، معادله‌های حرکتی همیلتونی معادلِ با معادله لاگرانژی (به عبارت دیگر، معادله حرکتی نیوتونی ({\displaystyle {\vec {F}}=m{\vec {a}}})) هستند که به صورت زیر نوشته می‌شود:
{\displaystyle {\dot {q}}_{j}={\partial H \over \partial p_{j}}}
{\displaystyle {\dot {p}}_{j}=-{\partial H \over \partial q_{j}}}
فرمولبندی همیلتونی راهی‌ست برای گذر از فیزیک کلاسیک و فرمول‌بندی ریاضی مکانیک کوانتومی که توسط هایزنبرگ انجام شد.
به‌طور خلاصه، برای گذار از مکانیک کلاسیک به مکانیک کوانتومی کافی‌است که براکت پواسُن را تبدیل به عمل‌گر جابجایی هایزنبرگ کنیم. ساده‌ترین راه برای درک این موضوع از طریق معادلات همیلتون-ژاکوبی است.

## پانوشته‌ها
1. ↑  Conjugate momentum
2. ↑  Generalized volocity